# Rudolf Hilfenhaus
Rudolf Hilfenhaus (* 11. Juni 1937 in Welkers; † 16. Februar 2021) war ein deutscher Maschinenschlosser und Sozialdemokrat. Von 1974 bis 1991 saß er im Hessischen Landtag.

## Leben
Rudolf Hilfenhaus machte nach der Volksschule eine Lehre als Maschinenschlosser und arbeitete bei der Deutschen Bundesbahn. Er qualifizierte sich auf der Eisenbahnfachschule weiter und arbeitete ab 1961 im mittleren technischen Beamtendienst.
Hilfenhaus war seit dem Jahr 1965 Mitglied der SPD und dort in verschiedenen Vorstandsämtern tätig. So war er Kreisvorsitzender der SPD Fulda-Land und nach der Gebietsreform in Hessen des Kreises Fulda. In den Jahren 1964 bis 1972 war er Gemeindevertreter in Welkers, danach bis 1979 in Eichenzell. Seit 1968 war er auch Mitglied des Kreistags Fulda.
Für fünf Wahlperioden, vom 1. Dezember 1974 bis zum 4. April 1991, war er Mitglied des Hessischen Landtags. In den Jahren 1979 und 1984 war er Mitglied der Bundesversammlung.

## Ehrungen
- Bundesverdienstkreuz am Bande (13. Juli 1987)[2]
- Georg-Stieler-Medaille
- Willy-Brandt-Medaille[3]
- Ehrenvorsitzender der Eichenzeller Gemeindevertretung für insgesamt 39 Jahre kommunalpolitische Tätigkeit.[4]